# Stanari
Stanari (en serbe cyrillique : Станари) est une localité et une municipalité de Bosnie-Herzégovine située dans la république serbe de Bosnie. Selon les premiers résultats du recensement bosnien de 2013, la localité intra muros compte 1 123 habitants et la municipalité 7 283.
La municipalité a été formée en 2014 à partir d'une portion du territoire de la ville de Doboj,.

## Localités

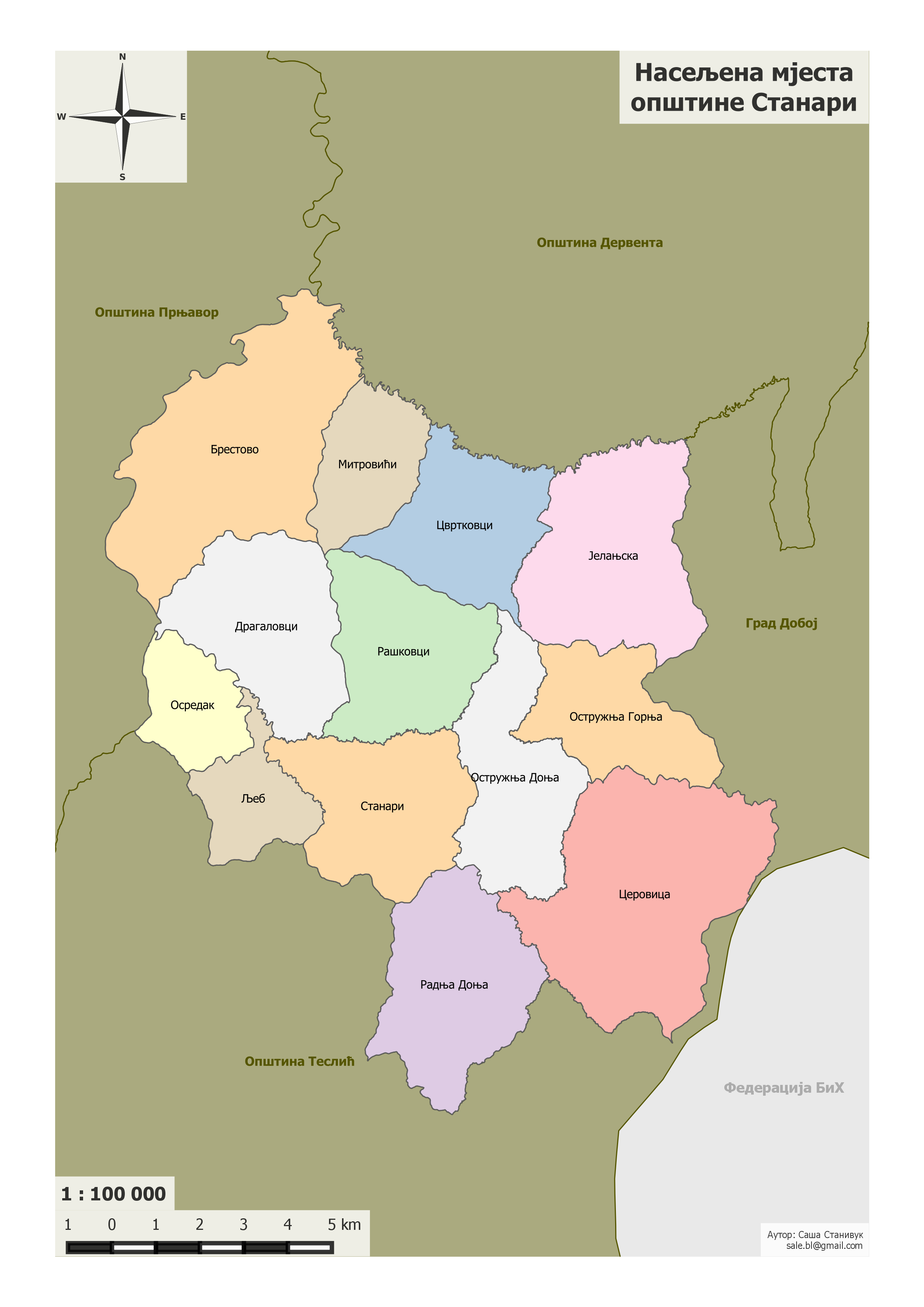
Carte de la municipalité de Stanari

La municipalité de Stanari compte 13 localités :
| - Brestovo - Cerovica - Cvrtkovci - Dragalovci - Jelanjska - Ljeb - Mitrovići | - Osredak - Ostružnja Donja - Ostružnja Gornja - Radnja Donja - Raškovci - Stanari |

## Démographie

### Localitéintra muros

#### Évolution historique de la population dans la localité
| 1948 | 1953 | 1961  | 1971  | 1981  | 1991  | 2013  |
| ---- | ---- | ----- | ----- | ----- | ----- | ----- |
| -    | -    | 1 141 | 1 224 | 1 301 | 1 299 | 1 123 |

|  |

#### Communauté locale
En 1991, la communauté locale de Stanari comptait 1 965 habitants, répartis de la manière suivante :

## Politique
À la suite des élections premières locales de 2015 à Stanari, les 15 sièges de l'assemblée municipale se répartissaient de la manière suivante :
| Parti                                               | Sièges |
| --------------------------------------------------- | ------ |
| Alliance des sociaux-démocrates indépendants (SNSD) | 6      |
| Parti démocratique serbe (SDS)                      | 5      |
| Parti socialiste (SP)                               | 2      |
| Parti du progrès démocratique (PDP)                 | 1      |
| Alliance démocratique nationale (DNS)               | 1      |

Dušan Panić, membre de l'Alliance des sociaux-démocrates indépendants (SNSD), a été élu maire de la municipalité.